# Bibliothèque Marc-Favreau
La Bibliothèque Marc-Favreau est une bibliothèque de Montréal située dans l'arrondissement de Rosemont-La Petite-Patrie (Québec, Canada). Elle est située au 500, boulevard Rosemont, juste à côté de la station Rosemont (métro de Montréal).

## Historique
La bibliothèque Marc-Favreau, inaugurée en 2013, a été fondée pour répondre au manque de bibliothèques dans l'arrondissement. Elle a été nommée en hommage au comédien Marc Favreau, qui a marqué la télévision québécoise par l’incarnation du personnage de Sol. Ce personnage a été déterminant dans le style architectural de la bibliothèque.

## Description
En 2013, la bibliothèque Marc-Favreau offrait 110 000 documents à la population. Avec une superficie de 3 000 m2, elle représente une des bibliothèques les plus importantes du réseau des bibliothèques de Montréal. Elle a été conçue dans une perspective de développement durable, et a obtenu la certification LEED-NC niveau argent en 2015. La bibliothèque mise sur l’importance de l’écologie, de la famille et des nouvelles technologies. Elle a été construite selon le modèle de bibliothèque tiers-lieu. Elle sert de milieu de rencontre pour assister aux besoins sociaux et culturels des citoyens. 
Lorsque les usagers visitent la bibliothèque, ils ont accès à des systèmes de bornes de prêt et de retour entièrement automatisés. Un laboratoire de création numérique (Fab Lab), un solarium, des salles de réunion, un coin café et des machines distributrices sont également à la disposition de tous. Tous ces éléments ont été ajoutés afin de favoriser les échanges et la création de liens sociaux.
Les installations de la bibliothèque sont adaptées à une vaste clientèle. Une salle exclusivement destinée aux petits de 0 à 4 ans est disponible, offrant un plancher chauffant pour éviter que les bambins ne prennent froid lorsqu’ils rampent. Les adolescents ont également leur espace. De manière générale, à la bibliothèque, le silence n’est pas exigé. Il existe seulement une salle où le silence est obligatoire, soit le Solarium.
L'œuvre d'art Constellation en Sol de l'artiste Adad Hannah est intégrée à l'architecture de la bibliothèque conformément à la Politique d'intégration des arts à l'architecture du Québec. Elle est composée de 22 panneaux colorés en rappel au costume du personnage de Marc Favreau.

## Galerie

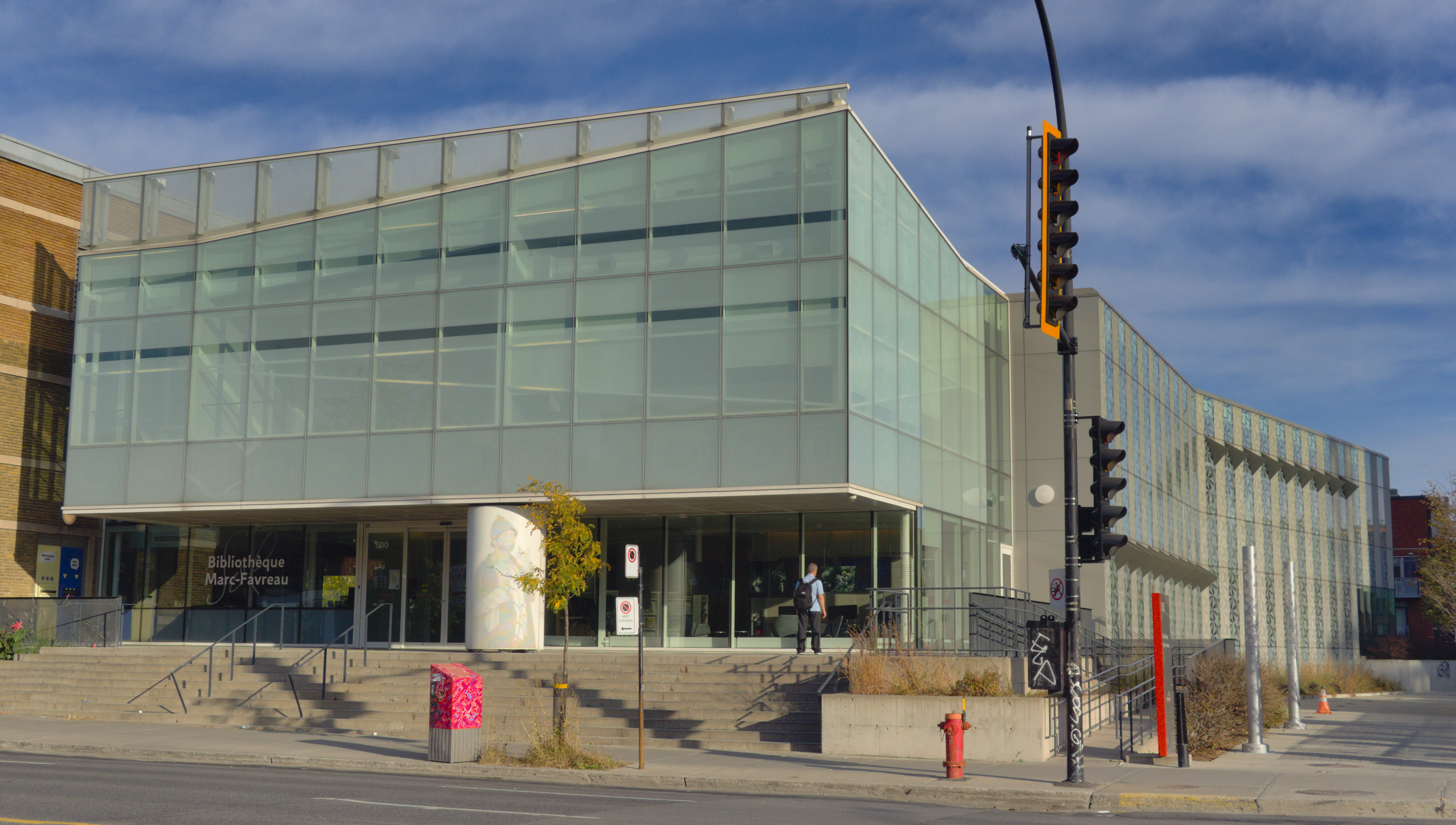
Devanture de la bibliothèque Marc-Favreau
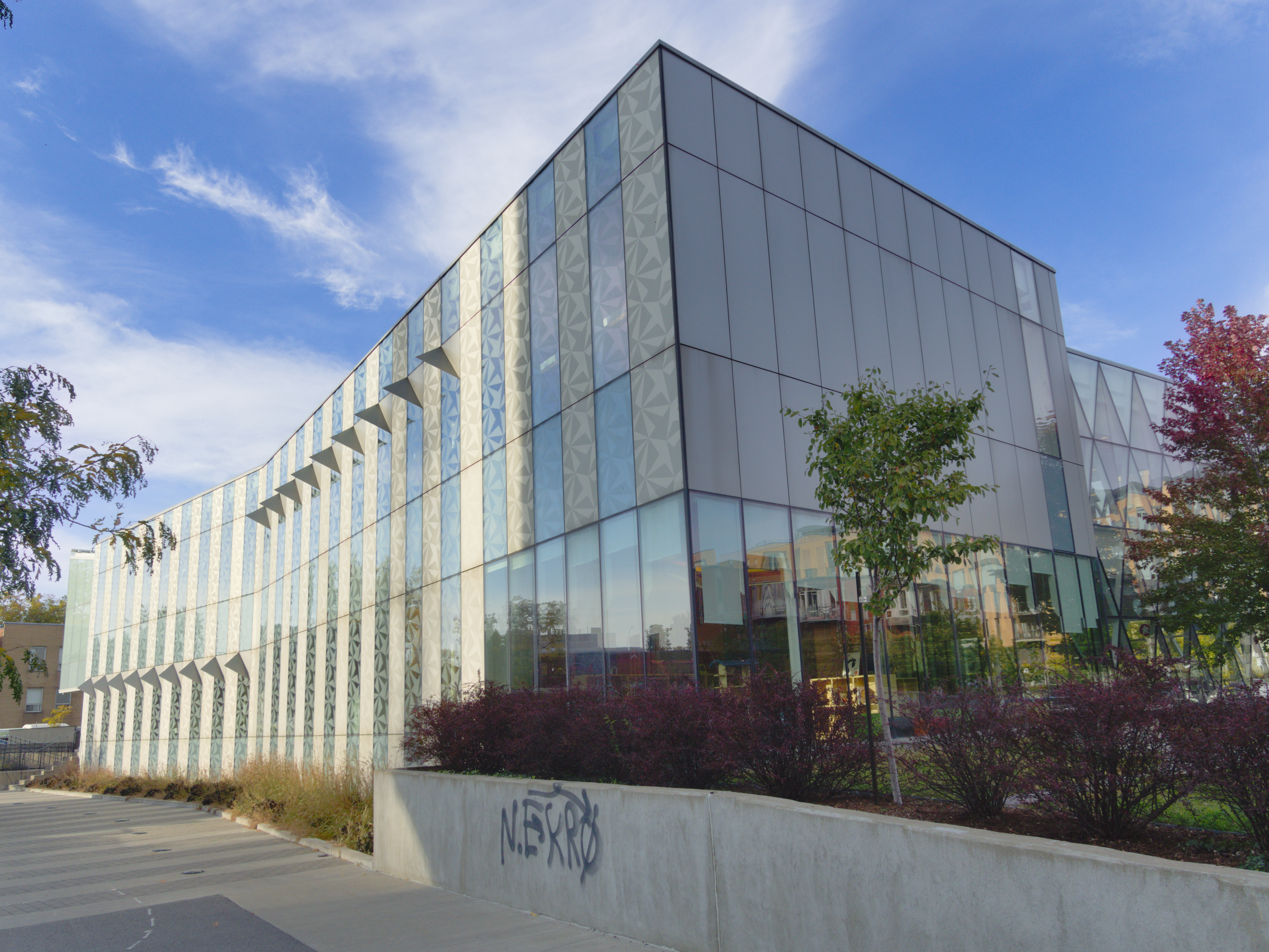
Côté ouest du bâtiment
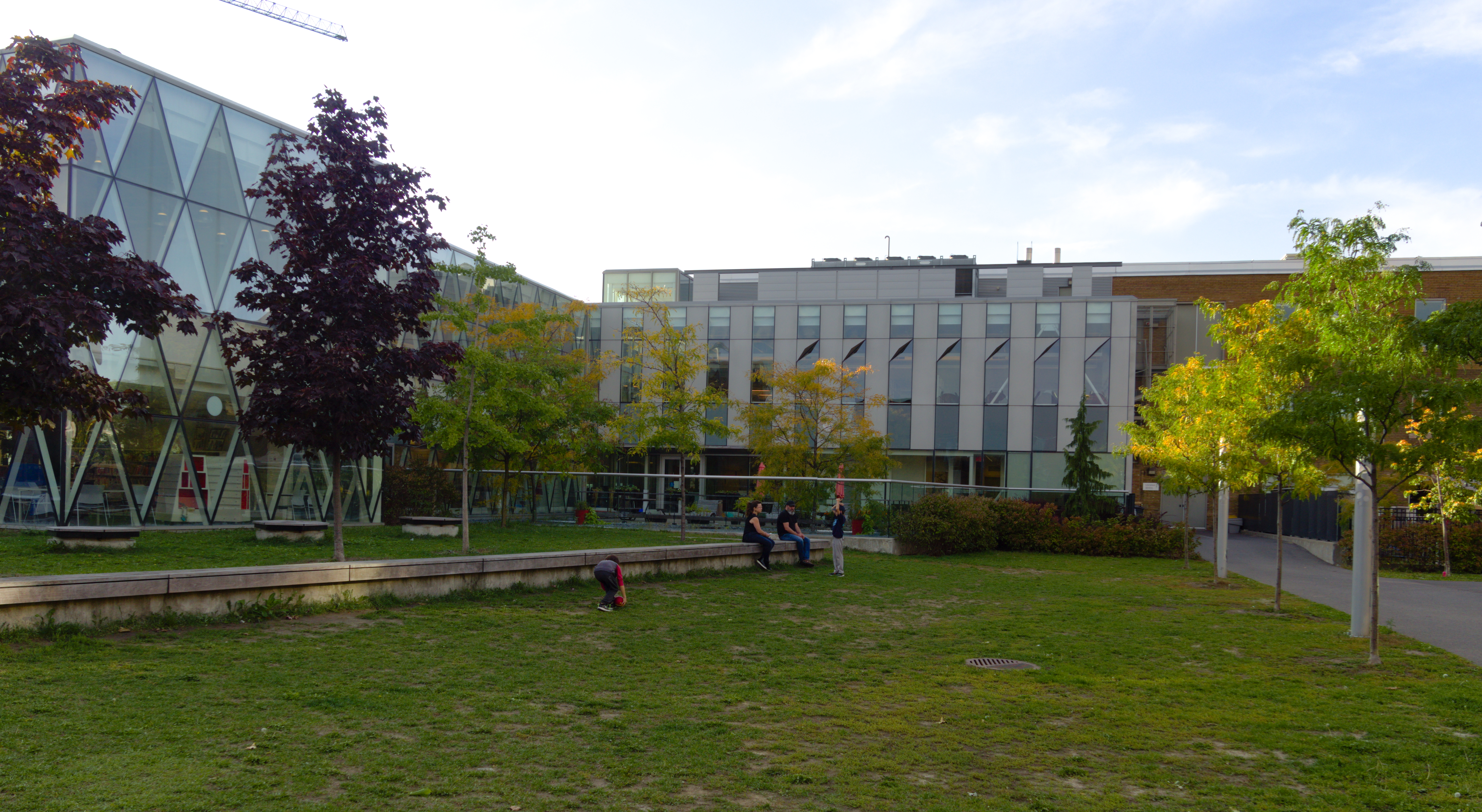
Côté sud de la bibliothèque
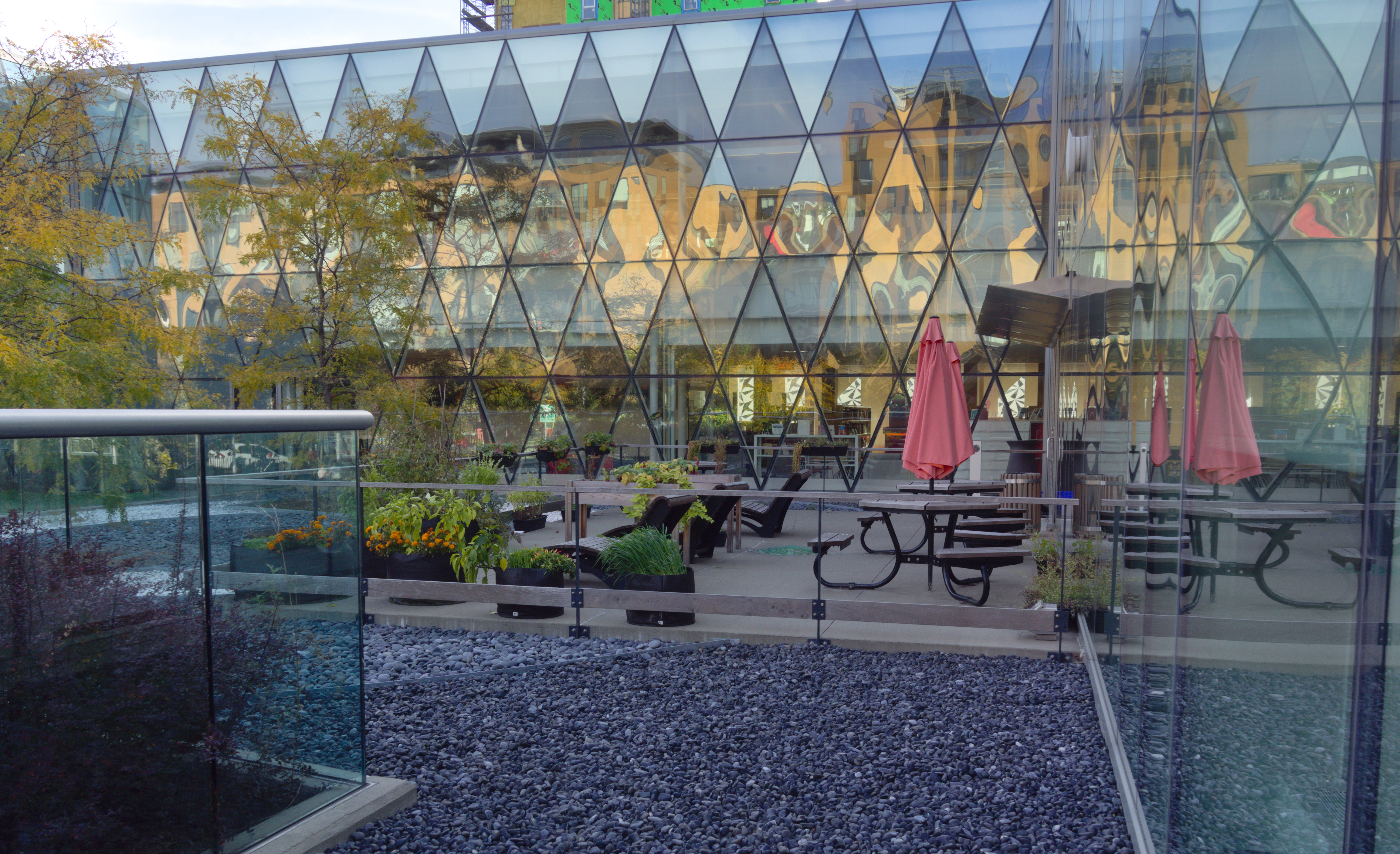
Terrasse située à l'arrière de la bibliothèque